# Animación 3D científica
La animación científica, como bien lo dice su nombre, es una mezcla de la animación con ciencia. A diferencia de la animación educativa  la cual solo se usa para el aprendizaje, la animación científica se usa para estudiar un fenómeno. Actualmente, el avance de la tecnología ha contribuido enormemente en la construcción, descubrimiento e invención de diversos objetos o servicios para tratar problemas tan complejos como la sustitución de extremidades, escaneos tridimensionales de terrenos extensos e ilustraciones de procesos moleculares que aún con los microoscopios más sofisticados, son imposibles de detallar con una calidad como la animación tridimensional permite hacerlo.[cita requerida]

## Historia
Se han hallado variedad de ilustraciones que datan de la época de civilizaciones antiguas tales como la egipcia y las prehispánicas, que narran sus creencias, vida cotidiana y anécdotas tales como el Códice Madrid que muestra importantes aspectos de la vida diaria de los antiguos mayas: agricultura, música, caza, plagas de langosta, ceremonias y tiene una parte dedicada a lo que hoy conocemos como meliponicultura o forma de trabajar con las abejas meliponas, sin aguijón. O también el Códice De la Cruz-Badiano que “fue escrito en 1552 por el médico náhua Martín de la Cruz y traducido al latín por el indio Juan Badiano. Es, pues, una de las fuentes más antiguas de la medicina prehispánica escrito después de la conquista española. Se ha dicho que esta obra se encuentra más estrechamente vinculada a la realidad de la cultura indígena, que los propios trabajos sobre medicina de Sahagún” o la vasta obra de Francisco Hernández.”
Sin embargo, no es sino hasta la Edad Media que se comienza a formalizar la ilustración científica con el Bestiario, además de que  aparecen los primeros artistas que representan a los animales de manera precisa (proporción, forma, dimensión) aunque con algunos errores. Giotto es uno de los primeros que podemos mencionar (1302 d. C.) y Van Eyck (1515 d. C.) con su impecable técnica de la perspectiva y el miniaturismo. Pero quiénes más destacaron fueron Durero (1461 – 1528 d. C.) con su fantástica obra Rinoceronte (obra que realizó sin haber visto jamás un rinoceronte, por lo cual, al verla es imposible detenerse en los errores ya que la representación impecable –se trata de un grabado ornamentado- de este animal no deja lugar más que al asombro); Leonardo Da Vinci (1452 – 1519 d. C.) y Andrea Vesalius (1514 – 1564 d. C.) son quienes realizan la mayor contribución a nuestra disciplina con sus impecables representaciones de anatomía humana.
Posteriormente, a partir del descubrimiento y la conquista de América, el influjo de la ilustración medieval en la ciencia se extendió a los artistas y naturalistas de los siglos XVIII y XIX, quienes, además de buscar identificar, clasificar y sistematizar el conocimiento sobre el mundo natural, optaron por dar mayor objetividad a sus representaciones.

## Actualidad
Lo que entre el siglo XVIII y mediados del siglo pasado representaba una tarea laboriosa, se aligeró  por el avance y por ende, sofisticación de la tecnología, pues incluso por películas como Jurassic Park se puede encontrar visualmente un hecho que antes se consideraba inimaginable; el movimiento de distintos tipos de dinosaurios, porque, aunque obviamente no salga de los límites de la ficción, la descripción visual es bastante creíble para una persona que no sabe de paleontología. Por otra parte, aprovechando estos medios debidamente, se comenzaron a realizar una serie de documentales tales como Paseando con Dinosaurios -de la BBC- o Monstruos Marinos que ilustraron de manera asombrosa un mundo,- como ya se mencionó antes- inimaginable. Sin embargo, en investigaciones científicas, para probar ciertas hipótesis de procesos tan precisos como los procesos moleculares, se utiliza la animación 3D, tal es el caso de Janet Isawa con su proyecto “ La ciencia del VIH”, donde describe de manera visual al vida del VIH.
A principios del siglo XXI la NASA comenzó a utilizar programas de visualización para entender y poder estudiar fenómenos en la Tierra así como en el Espacio. El cual es más difícil poner a prueba, gracias a la animación las inmensas distancias y los grandes objetos astronómicos pueden ser observados en una simple computadora, así como los peligrosos fenómenos que ocurren a lo largo del cosmos.

### Agricultura y ganadería

Muestra del terreno en Valencia Hidalgo para optimizar la ganadería

Como antecedentes contamos con las imágenes de satélites con la finalidad de realizar una prospección de su cultivo. En caso satélite depende de la meteorología, nos impide asegurar el obtener las imágenes de una fecha en concreto. Para la agricultura se recurre a una precisión haciendo que las fechas sean importantes al igual que la toma de foto del cultivo. Por otro lado su calidad es radiométrica, pero peor resolución espacial que la de una cámara multiespectral sin embargo, nos permiten hacer un registro histórico del cultivo para futuras comparaciones.
En contra parte los vuelos de drones se pueden conseguir imágenes de  2/3 cm/pixel haciendo que los vuelos sean en fechas exactas, sin importancia en nubes y que los vuelos se realicen en la franja horaria ideal.  Su incomparable ventaja es el detectar con rapidez el ataque de una plaga, un episodio de estrés hídrico, etc.
La incorporación de ambas tecnologías culminan en la creación de un modelo tridimensional que permita ejemplificar una planeación agrícola o ganader dependiendo el caso, así como latitud y longitud de los segmentos.

## Herramienta
La animación tridimensional, hoy en día cumple dos papeles; el de herramienta para la ciencia o el de ser una clave más de asombro para el arte, pues cuando se juntan hacen una mezcla única. Sin embargo, son más los casos que se hallan de la animación 3D siendo una herramienta, que siendo parte de un proyecto artístico.

Reconstrucción virtual de la pared torácica (pintada con falso color). Tomografía computada.

Específicamente, en el ámbito de la medicina, la animación tridimensional ha sido en este siglo y seguirá siendo en los próximos años, una herramienta realmente útil, pues por la exactitud que se permite tener con esta herramienta, se han hecho prótesis, huesos, tejidos e incluso órganos tan complejos como el corazón o los riñones, procurando así salvar la vida de aquellas personas que esperan la donación de un órgano, o aquellas, también que esperan volver a tener una de sus extremidades devuelta. Para esto, se hace el modelo de dicho órgona, hueso o prótesis en un programa 3D y luego se imprime en una impresora, normalmente este proceso se le domina bioimpresión 3D.
Otro ejemplo es la visualización 3D de procesos moleculares para entender el comportamiento desde complejas células hasta virus. En TED 2014 se presentó un nuevo software llamado Molecular Flipbook creado por biólogos, animadores y programadores; el cual es usado justamente para visualizar comportamiento de las moléculas en un entorno real creando tus propias animaciones del fenómeno a observar.
Por otra parte, en la disciplina de la Historia, los escáneres tridimensionales han permitido descubrir objetos, huesos, vasijas y hasta ciudades cubiertas por  la selva como es el más reciente caso de la selva guatemalteca y una ciudad descubierta, contribuyendo también a evitar el maltrato del ecosistema, pues el proceso de escaneo no destruye el área para examinar los restos históricos.
Disciplina que también se ha visto favorecida por la animación tridimensional, es la antropología física o bien, la antropología forense, pues haciendo un escaneo 3D del hueso que se quiera examinar, se pueden realizar la reconstrucción de esa parte del cuerpo, afirmando ciertas hipótesis o desmintiendo algunas acerca del físico de esa persona, así como naturalmente, determinar causa de muerte o incluso estatus social, favoreciendo nuevamente a la Historia, para sumar más personajes y objetos representativos de distintas etapas históricas.[cita requerida]
Por otro lado, la animación 3D mezclada con el arte, ha dado resultados satisfactorios, tal es el caso de artistas musicales como Lady Gaga o Björk, que han jugado con artistas visuales que a su vez se inspiran en la naturaleza para crear piezas excepcionales llámese Andrew Thomas Huang o Jesse Kanda. Un caso excepcional y reconocido a nivel mundial, es el proyecto de la Dra. Neri Oxman, Wanderers, proyecto que consistió en buscar los elementos más extraños en la Tierra, encontrados en los climas más extremos  y menos habitados por el hombre, sin embargo, también son característicos de otros planetas, a continuación se inyectaron estos elementos en tejidos hechos por impresoras 3D no sin antes haber hecho diversos render para ver el vestuario, y otro hecho que hace de este proyecto algo más fantástico, es que el tejido crece gradualmente por los elementos que contiene.